# Actinella
Actinella es un género gasterópodos de la familia Hygromiidae. 
Este género contiene las siguientes especies:
- Actinella actinophora
- Actinella anaglyptica
- Actinella armitageana
- Actinella carinofausta
- Actinella effugiens
- Actinella fausta
- Actinella giramica
- Actinella laciniosa
- Actinella obserata
- Actinella robusta